# Kaštela
Kaštela (chorw. Grad Kaštela) – jednostka administracyjna w Chorwacji, w żupanii splicko-dalmatyńskiej. W 2011 roku liczyła 38 667 mieszkańców.
Składa się z następujących miejscowości:
- Kaštel Gomilica, liczba mieszkańców (2001): 4075,
- Kaštel Kambelovac, liczba mieszkańców (2001): 4505,
- Kaštel Lukšić, liczba mieszkańców (2001): 4880,
- Kaštel Novi, liczba mieszkańców (2001): 5309,
- Kaštel Stari, liczba mieszkańców (2001): 6448,
- Kaštel Sućurac, liczba mieszkańców (2001): 6236,
- Kaštel Štafilić, liczba mieszkańców (2001): 2650

## Współpraca
- Bardejów, Słowacja
- Hradec Králové, Czechy
- Kiseljak, Bośnia i Hercegowina
- Kupres, Bośnia i Hercegowina
- Lindlar, Niemcy
- Przerów, Czechy
- Pszczyna, Polska
- Zaprešić, Chorwacja